# Informburo
Informburo.kz — мультимедийный информационно-аналитический портал Казахстана, разработанный и запущенный в 2015 году в городе Алматы на основе информационного печатного издания «Мегаполис». Свидетельство о постановке на учет/переучет № 16589-СИ от 26.06.2017 года, выданное Комитетом государственного контроля в области связи, информатизации и средств массовой информации Министерства информации и коммуникаций Республики Казахстан. Собственник проекта — ТОО «Инфополис» (входит в состав группы компаний Verny Capital). Автор концепции и первый главный редактор — Михаил Дорофеев.
Статьи и фото авторства Infromburo.kz нередко используются в качестве источника информации для других сайтов, порталов, включая правительственные.
Шаблон:Информационно-аналитический портал

## История
В 2015 году на основе информационного печатного издания «Мегаполис» под руководством Михаила Дорофеева (лауреат премии президента Республики Казахстан в области СМИ (2018 год), академик Академии журналистики Казахстана) был запущен интернет-проект Informburo.kz. Сайт начал работу 4 мая 2015 года.
В мае 2015 года Informburo.kz были в числе организаторов теледебатов на Астанинском экономическом форуме.
В 2017 году Informburo.kz получили ответ от Министерством финансов Республики Казахстан по поводу статуса казахстанского Байконура и его налогообложения, описанного в статье.
9 ноября 2024 года, в годовщину гибели Салтанат Нукеновой, убитой своим гражданским мужем Куандыком Бишимбаевым; команда портала Informburo представила документальный фильм «Салтанат. Одна жизнь – тысяча судеб» авторства Сабины Торгаевой.

## Действующий руководящий состав
Директор ТОО "Инфополис" Б. Кенжебай; главный редактор Г. Мукушева 

## Награды проекта
В 2015 году informburo.kz был номинирован на премию «Народный любимец — 2015» в номинации «Интернет-издание года».
В 2018 году informburo.kz был признан лучшим интернет-изданием года в Казахстане и стал лауреатом государственной программы «Уркер».
В 2018 году informburo.kz номинирован на премию «Народный любимец — 2018» в номинации «Лучшее информационное интернет-издание года».
В 2019 году informburo.kz был признан победителем в номинации «Лучшее информационное интернет-СМИ года», и стал лауреатом девятой национальной премии «Народный любимец — 2019».
В 2021 году informburo.kz завоевал премию имени Миры Мустафиной в номинации «Лучшее СМИ 2021 года»: за вклад в реализацию семейной и гендерной политики в Казахстане.